# ويليام بولوك إيفز
ويليام بولوك إيفز هو محامي وشخصية أعمال وسياسي كندي، ولد في 17 نوفمبر 1841 في كونتون في كندا، وتوفي في 15 يوليو 1899 في أوتاوا في كندا. نشط حزبياً في حزب كندا المحافظ. وقد انتخب عمدة وانتخب عضو مجلس العموم الكندي.